# サラシナショウマ
サラシナショウマ（晒菜升麻、更科升麻、学名：Cimicifuga simplex (DC.)  Wormsk. ex Turcz.）は、キンポウゲ科サラシナショウマ属 の多年草の植物。山地に生えており、夏から秋にかけて、白い小花を穂のように咲かせる。

## 名称
和名サラシナショウマは、若芽を茹でて、水にさらして山菜として食したことに由来する。別名でヤマショウマ、ヤサイショウマともよばれる。
花言葉は、「愛嬌」「無邪気」「雰囲気のいい人」「助力」である。

## 分布・生育地
日本の北海道・本州・四国・九州の範囲と、中国北部に分布する。低山帯から亜高山帯に分布する植物で、山地の落葉樹林下や、草地に自生する。半日陰地で、排水がよい肥沃（ひよく）な土地を好む。

## 形態・生態
多年生の草本で、背丈は40 - 150 センチメートル (cm) で、茎は直立する。葉は互生して、長い柄があり、2 - 3回3出の羽状複葉で、小葉は3 - 8 cmの先が尖った卵形から楕円形、さらに2 - 3裂して、葉縁には目立つ不揃いの鋭い鋸歯がある。葉には悪臭がある。
花期は夏から秋にかけて（8 - 10月頃）で、総状花序に長さ5 - 10 cmの花柄を出して、多数の白い小花が咲く。花穂の長さは20 - 30 cmあり、ひとつひとつの花が細かいため白いブラシのように見える。花には両性花と雄花がある。花は花弁と萼片は早く落ち、長い雄しべが残って目立つ。花穂には特有の香りがある。
果実は袋果で、密集につき、1つの長さは1 cmほどのやや扁平で歪んだ楕円形をして、先端の横には花柱が突起状に残る。果実は秋から初冬に熟して、袋果の上部か開裂して、中に3個ほどある種子を落とす。種子は長さ3ミリメートル (mm) ほどの長楕円形で、周囲の面には水平に多数の翼は重なり合うように並んでつき、全体にも鱗片状の突起がある。

## 生薬
本種やその他同属植物の根茎は升麻（ショウマ）という日本薬局方に収録された生薬で、地上部が枯れてから株を掘り上げて、茎やひげ根を取り除いた根茎を水洗いして、天日で乾燥させたものである。升麻は、発汗、解熱、解毒、胃液・腸液の分泌を促して胃炎、腸炎、消化不良に効果があるとされ、乙字湯、升麻葛根湯、補中益気湯、立効散などの漢方処方に配剤されている。
民間では、1日量2グラムの升麻を煎じて、うがいに用いられる。
なお、本種に似たものや、混同されて生薬として用いられたものなど、幅広い植物にショウマの名が用いられている。これらについてはショウマ (植物の名)にまとめる。

## 種の保全状況評価
日本の各都道府県で、以下のレッドリストの指定を受けている。
- 絶滅危惧Ⅱ類(VU) - 香川県
- 準絶滅危惧(NT) - 埼玉県、千葉県、東京都

## 近縁種
近縁種にイヌショウマやオオバショウマなどがある。サラシナショウマは、小葉の基部はへこまず、白花が穂状に密生し、花序が枝分かれせず基部で分岐し、花には柄があるという特徴があり、他種との見分けのポイントになっている。
- イヌショウマ - 小葉の基部がへこみ[3]、花には柄がなく、花序は細く枝分かれが多い[2]。
- オオバショウマ

## 関連画像

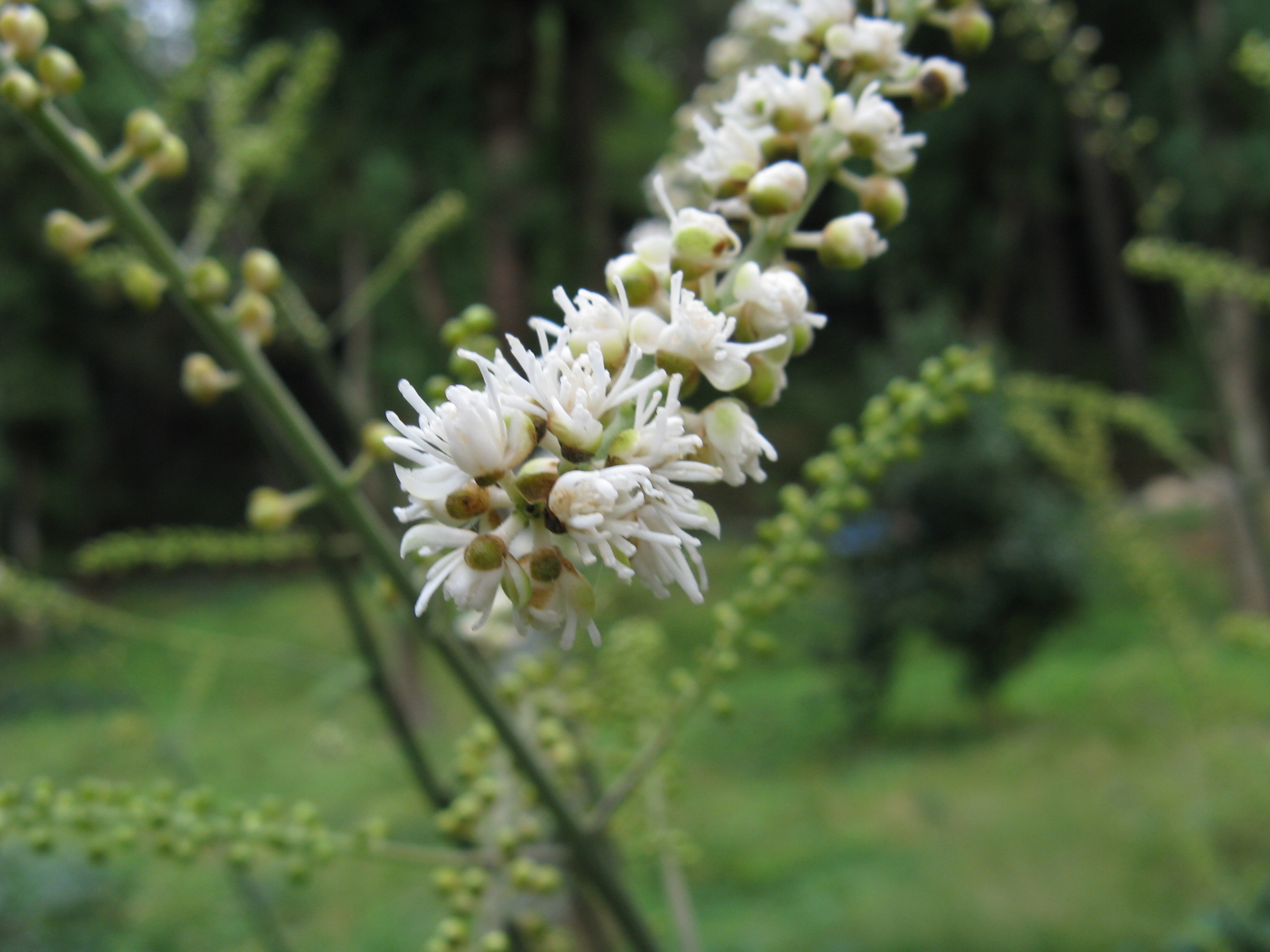
花
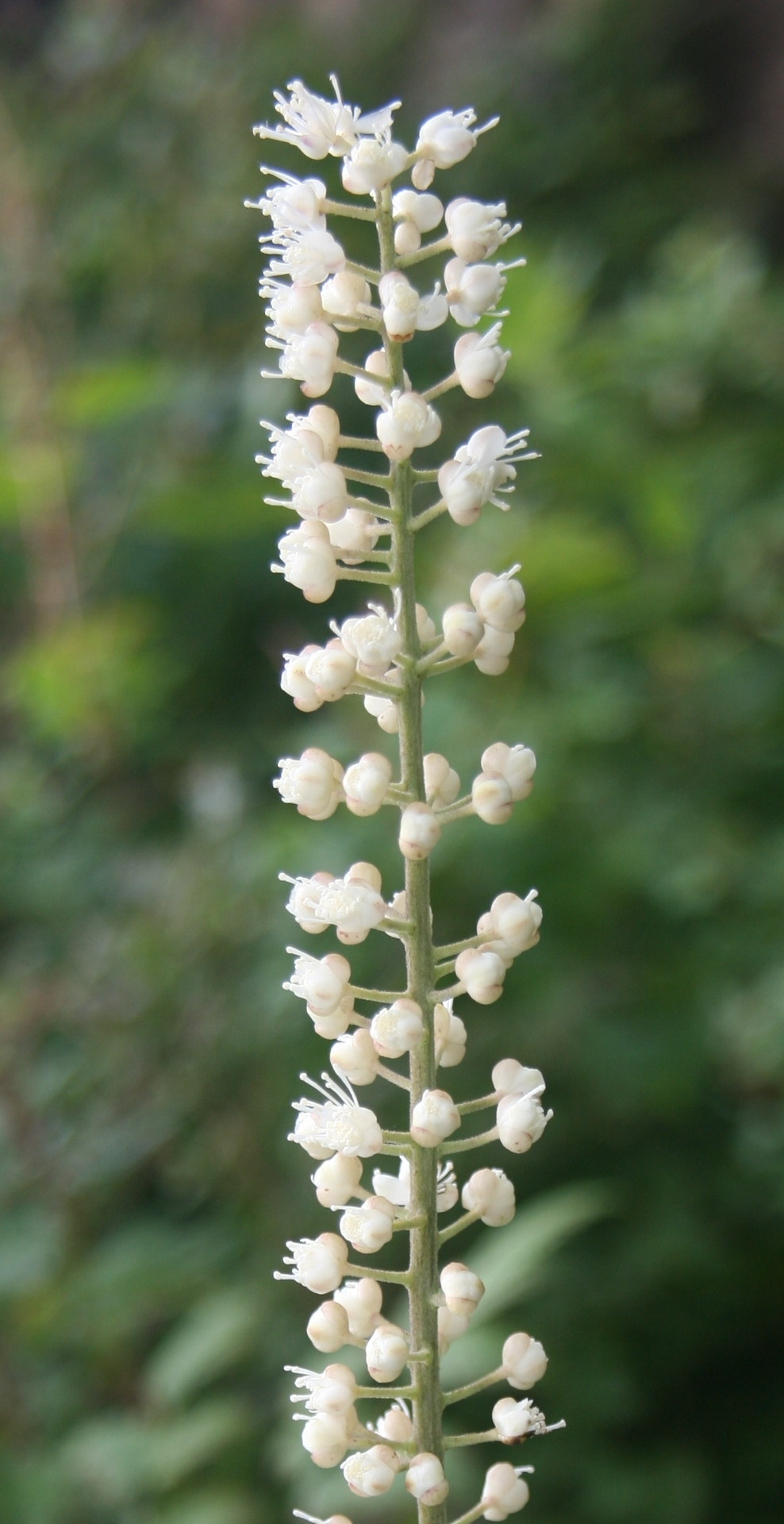
蕾
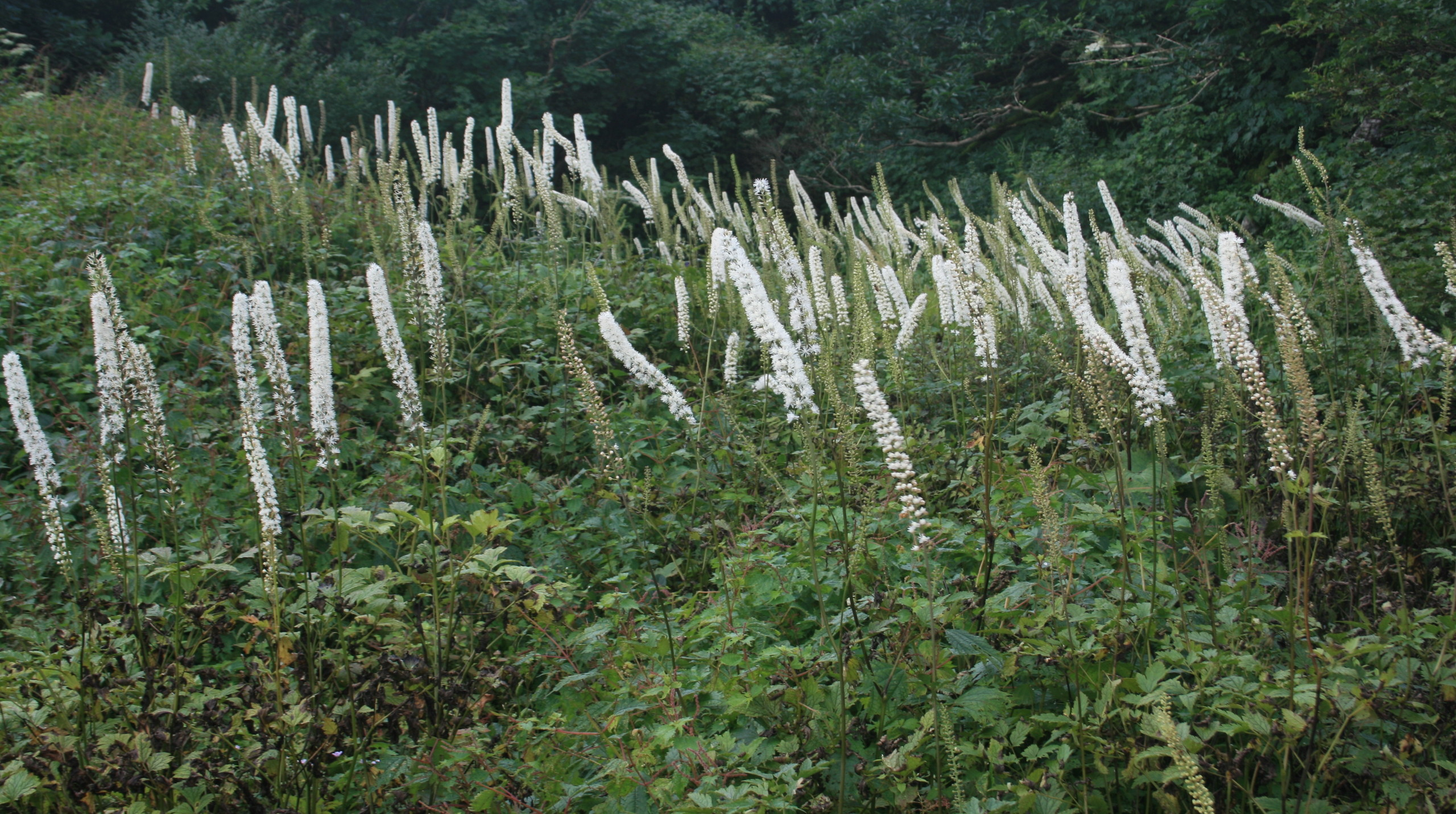
伊吹山の群落